# میکل لیونبرگ
میکل لیونبرگ (به سوئدی: Mikael Ljungberg) (۱۳ ژوئن ۱۹۷۰ – ۱۷ نوامبر ۲۰۰۴) کشتی‌گیر اهل سوئد بود که یکی از موفق‌ترین کشتی‌گیران سوئدی به شمار می‌رود. او در دستهٔ سنگین‌وزن کشتی فرنگی برندهٔ یک مدال برنز (در ۱۹۹۶ آتلانتا) و یک طلا (در ۲۰۰۰ سیدنی) از بازی‌های المپیک و همچنین دو مدال طلا (۱۹۹۳، ۱۹۹۵) و یک برنز (۱۹۹۹) از رقابت‌های قهرمانی کشتی جهان است. 